# Megachile leonum
Megachile leonum är en biart som beskrevs av Cockerell 1930. Megachile leonum ingår i släktet tapetserarbin, och familjen buksamlarbin. Inga underarter finns listade i Catalogue of Life.